# 天鹽大澤站

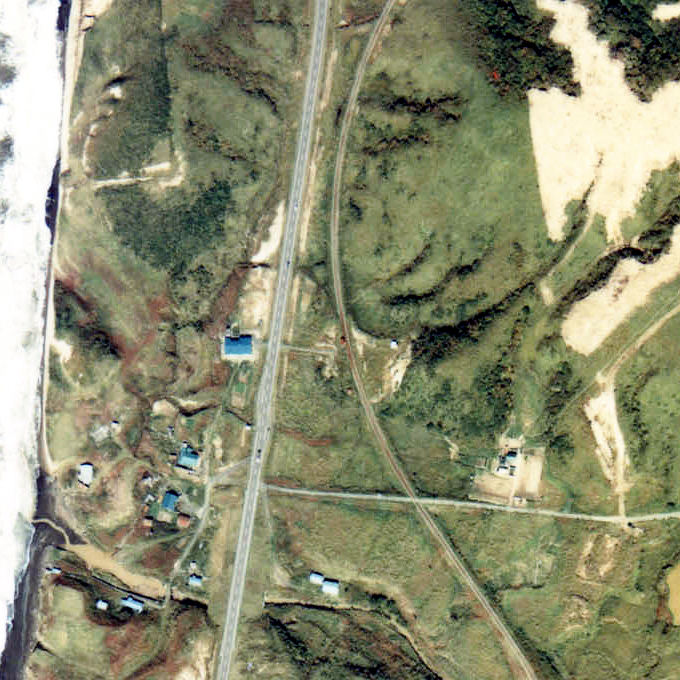
1977年的天鹽大澤站與方圓約500米範圍。上方為幌延方向。車站為臨時乘降場的簡易型風格，月台由石製成，可容納兩卡車廂。月台旁鐵鏽色的屋頂是候車室。月台出入口靠近豐崎一方（下邊）。周邊民居較少，現時已經變成無人地帶。

天鹽大澤站（日语：／ Teshio-Ōsawa eki */?）是位於北海道苫前郡初山別村字大澤，日本國有鐵道（國鐵）的羽幌線車站（廢站）。隨著羽幌線廢線，車站在1987年（昭和62年）3月30日廢除。
部分普通列車通過此站，在1986年（昭和61年）11月1日時間表修定中（廢除前的時間表中，只有下行1班列車通過此站（急行「羽幌」後繼列車，只停靠主要車站。上行停靠））。

## 歷史
- 1958年（昭和33年）10月18日 - 日本國有鐵道（國鐵）羽幌線初山別站至遠別站之間開通，此站啟用。當時為旅客車站[3]。
- 1987年（昭和62年）3月30日 - 羽幌線全線廢除，此站也廢除[1]。

## 車站構造
截至車站廢除前，車站是一座地面車站，設有1面1線的單式月台。月台位於路軌西邊（幌延方向的列車會開啟左邊車門）。
此站是無人車站，月台上設有候車室，沒有車站大樓。

## 站名的由來
車站取自所在地「字大澤」。為了區別奧羽本線的大澤站，以及上越線的大澤站，因此此站冠上了舊國名「天鹽」。
「大澤」的名字由來，在1973年（昭和48年）由國鐵北海道總局發行的《北海道　站名之起源》，是來自阿伊努語「オヤノ・フチ・ナイ」，其意思就是大澤。

## 車站周邊
- 國道232號（日语：国道232号）（天賣國道/日本海奧羅龍線（日语：日本海オロロンライン））
- 小安二內川

## 現況
截至1999年（平成11年），車站所有設施均已經撤走，沒有痕蹟。截至2010年（平成22年）和2011年（平成23年）也是同樣。變成荒野。
另外，截至2011年（平成23年），車站附近跨越小安二內川的橋樑中還存在。

## 相鄰車站
日本國有鐵道
羽幌線
豐岬－天鹽大澤－共成

## 注腳
1. 1 2 3 4  石野哲（編）. . JTB. 1998: 872. ISBN 978-4-533-02980-6 （日语）.
2. ↑  時刻表《JNR編集 時刻表 1987年4月号》（弘濟出版社，1987年4月發行）JR新聞13頁。
3. 1 2 3 4   第1版. 札幌市: 日本国有鉄道北海道総局. 1973-3-25: 109. ASIN B000J9RBUY （日语）.
4. 1 2  書籍《国鉄全線各駅停車1 北海道690駅》（小學館，1983年7月發行）202頁。
5. ↑  書籍《鉄道廃線跡を歩くVI》（JTB出版，1999年3月發行）23頁。
6. ↑  書籍《新 鉄道廃線跡を歩く1 北海道・北東北編》（JTB出版，2010年4月發行）47頁。
7. 1 2  書籍《北海道の鉄道廃線跡》（著：本久公洋，北海道新聞社，2011年9月發行）217頁。

## 外部連結
- 羽幌線廢線跡調査 （页面存档备份，存于）（日語）